# Shōichirō Toyoda

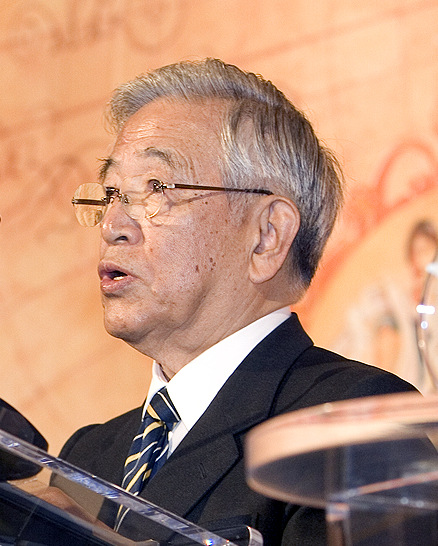
Shōichirō Toyoda, 2008

Shōichirō Toyoda AC, KBE  (jap. 豊田 章一郞, Toyoda Shōichirō; * 27. Februar 1925 in der Präfektur Aichi; † 14. Februar 2023) war ein japanischer Manager, der von 1992 bis 1999 als Vorsitzender (daihyō-torishimariyaku-kaichō) von Toyota und von 1994 bis 1998 als Vorsitzender des Wirtschaftsverbandes Nippon Keidanren agiert hat. Er ist ein Sohn des Firmengründers Toyoda Kiichirō.

## Leben und Wirken
Shōichirō Toyoda machte 1947 einen Abschluss an der Universität Nagoya und nahm eine Arbeit auf in dem Unternehmen „Nippon Densō“, heute Denso und arbeitete in weiteren, mit Toyota verbundenen Unternehmen. Er wurde 1952 Direktor von Toyota und wurde Präsident von „Toyota Motor Sales“ 1981. bereits 1980 gewann er den angesehenen Deming-Preis.
Im Oktober 2000, wurde Toyoda in den Vorstand der KDDI berufen, Toyota Industries hält 11,7 % an KDDI (Stand: 2007). Er besitzt einen Doktorgrad für Maschinenbau, 1952 promovierte er im Thema Kraftstoffeinspritzung. Der aktuelle CEO von Toyota, Akio Toyoda ist sein ältester Sohn.
Von 1976 bis 1979 war er Vorsitzender des jidōsha-gijutsu-kai (自動車技術会, „Rat für Automobiltechnologie“; engl. Society of Automotive Engineers of Japan).
Toyoda starb im Februar 2023, wenige Tage vor seinem 98. Geburtstag, an Herzversagen.